# Archives départementales de la Haute-Saône
Les archives départementales de la Haute-Saône (AD70) sont un service du conseil départemental de la Haute-Saône, chargé de collecter, de classer, de conserver les archives et de les mettre à la disposition du public. Elles se situent dans la préfecture départementale Vesoul.
Créée en 1796, les archives de la Haute-Saône ont été successivement stockées dans différents lieux à Vesoul depuis leurs créations. L'actuel bâtiment abritant les archives, construit en 1964, occupe une surface de 6.250 m² et conservent plus de 15 kilomètres de documents.

## Histoire des archives de la Haute-Saône
Sous le Directoire, une loi instauré le 5 brumaire an V (26 octobre 1796) ordonne aux administrations des départements de rassembler, dans le chef-lieu de département, tous les titres et papiers dépendant des dépôts appartenant à la République.
Les premières archives du département sont installées dans l'ancien couvent des Ursulines de Vesoul. En 1814-1815, les archives subissent quelques vols et des documents sont perdus. À partir de 1852, les archives sont transférés dans un bâtiment de la préfecture.
Après la Seconde Guerre mondiale, les archives commencèrent à recueillir des fonds privés : c'est ainsi que des documents en lien avec le peintre Pascal Dagnan-Bouveret, le général d'empire Guyot ou encore le château de Ray-sur-Saône entrent aux archives.
En 1964, les archives sont déplacées dans un bâtiment spécifiquement édifié. Ce nouveau lieu est situé rue 14 bis rue Miroudot-Saint-Ferjeux à Vesoul, dans le quartier du Grand Grésil.
En janvier 1986, les archives sont devenues un service du conseil général.

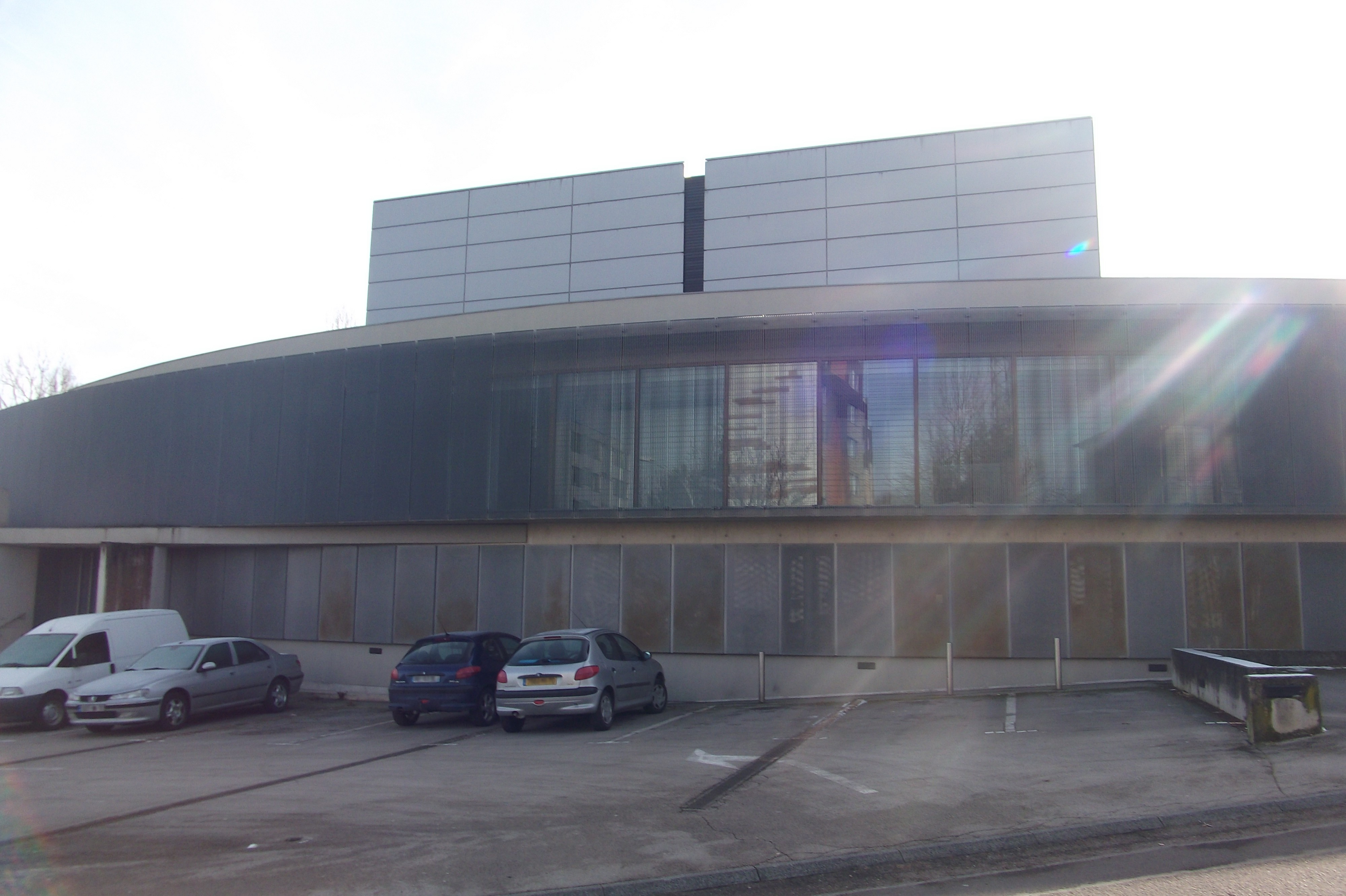
Le bâtiment des archives.

En 1999, l'édifice abritant les archives subit une inondation qui noya une partie des archives.
En 2002, toutes les sections du bâtiment sont rénovées et agrandies pour un coût de 4 600 000 €, doublant le volume total de l'édifice. Les architectes de cette rénovation sont Michel Malcotti, Catherine Roussey et Thierry Gheza. Cette restauration valut au bâtiment d'être mentionné au prix départemental de l'architecture et de l'aménagement de Haute-Saône 2007, catégorie
Construction publique.
L'édifice est composé de plusieurs parties : les locaux de stockage des documents, les locaux de travail du personnel, les locaux ouverts au public (salle de lecture, salle exposition) et l'administration.

## Liste des directeurs
- 1817 : Dubost
- 1837 - 1840 : Delanoue
- 1841 - 1842 : Léonard Hézard
- 1843 - 1868 : Jean Noël
- 1868 - 1870 : Victor Besson
- 1871 - 1882 : Jules Finot
- 1883 - 1884 : Léonce Lex
- 1885 - 1887 : Jacques Dunoyer de Ségonzac
- 1887 - 1888 : Albert Froment
- 1888 - 1919 : Henri-Auguste Eckel
- 1922 - 1932 : Martial Griveaud
- 1932 - 1941 : Jacques Dropet
- 1941 - 1943 : Pierre de Lapparent
- 1943 - 1955 : Jean-Marie Dumont
- 1955 - 1973 : Charles-Henri Lerch
- 1973 - 1986 : Denis Grisel[4]
- 1987 - 1996 : Gérard Moyse
- 1996 - 2016 : Georges Rech[5]
- 2016 - 2020 : Romain Joulia[6]
- Depuis 2020 : Vincent Boully[7]

## Fonds et collections

### Ensemble des documents conservés
Les archives recueillent, conservent, classent et communiquent au public les archives de tous les services publics du département. Les archives sont informatisées avec un logiciel depuis 1999.
Le plus ancien document conservé aux archives est un document relatif à l'abbaye de Lure : « Le monastère est restauré en 959 par Otton Ier , roi de Germanie, qui, par diplôme royal (acte solennel hérité de la chancellerie carolingienne), concède le site de Lure à l’abbé Baltramm de Landsberg et à ses moines. »,.

## Pour approfondir